# Hirudobdella antipodum
Hirudobdella antipodum är en ringmaskart som först beskrevs av Benham 1904.  Hirudobdella antipodum ingår i släktet Hirudobdella och familjen käkiglar. Inga underarter finns listade i Catalogue of Life.